# (300) Джеральдина
(300) Джеральдина (Геральдина) (лат. Geraldina) — довольно крупный астероид главного пояса, который был открыт 3 октября 1890 года французским астрономом Огюстом Шарлуа в обсерватории Ниццы. Происхождение названия неизвестно.

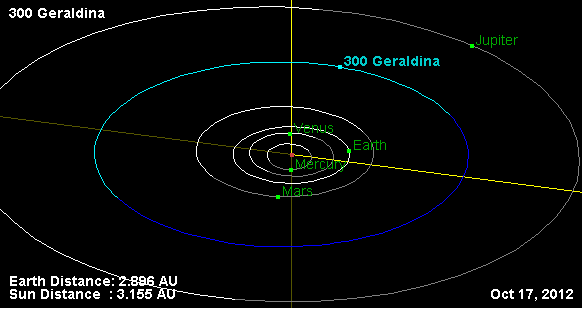
Орбита астероида Джеральдина и его положение в Солнечной системе

В 1901 году коррекцию орбиты малой планеты сделала Надежда Александровна Бобринская, одна из первых русских женщин-астрономов.
В результате фотометрических исследований астероида в Болгарской национальной астрономической обсерватории Рожен был уточнён его период вращения — 6,818 часа.